# Bashir Humphreys
Bashir Humphreys, né le 15 mars 2003 à Exeter en Angleterre, est un footballeur anglais qui évolue au poste de défenseur central au Burnley FC.

## Biographie

### En club
Né à Exeter en Angleterre, Bashir Humphreys est formé par le Reading FC. Il rejoint ensuite le Chelsea FC en 2017 et y poursuit sa formation. Il signe son premier contrat professionnel avec les blues en octobre 2021.
Il joue son premier match en professionnel avec Chelsea, le 8 janvier 2023, à l'occasion d'une rencontre de coupe d'Angleterre face à Manchester City. Il est titularisé en défense centrale et son équipe s'incline par quatre buts à zéro,.
Le 27 janvier 2023, Humphreys est prêté au SC Paderborn jusqu'à la fin de la saison,.
Le 1er septembre 2023, après avoir prolongé son contrat avec Chelsea jusqu'en juin 2027, Bashir Humphreys est prêté à Swansea City pour une saison.
Humphreys inscrit son premier but en professionnel sous les couleurs de Swansea, le 4 octobre 2023, lors d'une rencontre de championnat face à Norwich City. Titulaire, il donne la victoire à son équipe en marquant le second but des siens (2-1 score final),.
Le 21 août 2024, Bashir Humphreys rejoint le Burnley FC en sous la forme d'un prêt d'une saison.
Humphreys marque son premier but pour Burnley le 12 février 2025, lors d'une rencontre de championnat face à Hull City. Titulaire, il ouvre le score au bout de trois minutes de jeu, et contribue à la victoire de son équipe par deux buts à zéro,.

### En sélection
Bashir Humphreys représente l'équipe d'Angleterre des moins de 19 ans. Il est retenu avec cette équipe pour participer au championnat d'Europe des moins de 19 ans en 2022. Lors de ce tournoi organisé en Slovaquie il joue deux matchs en tant que titulaire et son équipe remporte la compétition en battant Israël en finale le 1er juillet 2022 (1-3 après prolongations). Au total il joue six matchs avec cette sélection entre 2021 et 2022.
Bashir Humphreys joue son premier match avec l'équipe d'Angleterre espoirs le 12 octobre 2023, contre la Serbie. Il est titularisé au poste d'arrière gauche et son équipe s'impose par neuf buts à un.

## Palmarès
Angleterre -19 ans
- Championnat d'Europe
  - Vainqueur en 2022